# آزاریا جوغایه‌تسی
آزاریا جوغایه‌تسی (ارمنی: Ազարիա Ջուղայեցի؛ انگلیسی: Azaria Jułayetsi زادهٔ حدود سده ۱۶ام - درگذشته حدود سده ۱۶ام) نویسنده اهل ارمنستان بود.

## زندگی‌نامه
مؤلف اهل ارمنستان که احتمالاً در سده شانزدهم میلادی می‌زیسته‌است. وی اغلب با آزاریا یکم جوغایه‌تسی جاثلیق سیس (۱۶۰۱–۱۵۳۴) اشتباه گرفته می‌شود